# 22 Leonis Minoris
22 Leonis Minoris är en gul jätte i Lilla lejonets stjärnbild.
22 Leonis Minoris har visuell magnitud +6,46 och befinner sig precis på gränsen till att vara synlig för blotta ögat vid god seeing. Den befinner sig på ett avstånd av ungefär 665 ljusår.